# Iglesia de San Román (Segovia)
La iglesia de San Román fue un templo católico de la ciudad española de Segovia, ya desaparecido.

## Descripción
La iglesia estaba en la calle de Eulogio Martín Higuera, que en su momento ostentó el título de «calle de San Román» por ese motivo. Mariano Sáez y Romero, en Las calles de Segovia (1918), decía lo siguiente:

En esta calle estaba hasta 1869, lo que fué iglesia de San Román, y aún se percibe en la casa de Higuera, la parte superior del arco de entrada. Era una de las antiguas iglesias románicas y llamaban la atención un pequeño ábside, los capiteles de las ventanas, así como las bellas labores en el doble arco de entrada lateral.
(Sáez y Romero, 1918, p. 73)